# جيم بورنس (شاعر)
جيم بورنس (بالإنجليزية: Jim Burns)‏ هو شاعر بريطاني، ولد في 1936 في برستون في المملكة المتحدة.